# Laurence Cousin
Laurence Cousin Fouillat (nascida na França no dia 7 de agosto de 1981) é uma lutadora francesa de grappling e competidora de jiu-jitsu brasileiro faixa preta de terceiro grau, além de instrutora. Considerada pioneira no esporte, Cousin foi a primeira mulher europeia a receber a faixa preta em jiu-jitsu brasileiro. Em 2005, venceu a Copa do Mundo de Jiu-Jitsu CBJJO [en] e conquistou medalha no Campeonato Mundial de Jiu-Jitsu, realizado no Rio de Janeiro. Em 2007, tornou-se a primeira mulher não brasileira a vencer o Campeonato Mundial de Jiu-Jitsu IBJJF.

## Início da vida
Laurence Cousin nasceu em 7 de agosto de 1981, em Saint-Germain-en-Laye, França. Aos oito anos, começou a treinar aikido, até descobrir o jiu-jitsu brasileiro (BJJ) por meio de uma apresentação em seu dojo. Buscando treinar e competir, Cousin ingressou na academia mais antiga de BJJ da Europa, Le Cercle Tessier, em 1999, tornando-se a primeira e única mulher membro. Recebeu sua faixa azul em 2001 e começou a viajar ao Brasil para treinar e competir, obtendo a faixa roxa do faixa vermelha Flavio Behring na academia Behring em 2002. Como faixa roxa, conquistou o bronze no Campeonato Mundial de 2003, na divisão combinada roxa/marrom/preta. Em 2004, recebeu a faixa marrom e venceu a Copa do Mundo de Jiu-Jitsu CBJJO de 2005, conquistando também o bronze na divisão marrom/preta no Campeonato Mundial de Jiu-Jitsu de 2005, no Brasil. No mesmo ano, foi graduada faixa preta por Flavio Behring durante um seminário de Saulo Ribeiro.

## Carreira como faixa preta
Em 2007, Cousin mudou de academia e passou a treinar com François Laurent, David Pierre Louis e Alain Nagera na Sankuno Academy em Paris, enquanto trabalhava como policial. Representando o Behring Jiu-Jitsu, venceu o ouro no Campeonato Mundial IBJJF de 2007, em Long Beach, Califórnia, derrotando a favorita Leticia Ribeiro do Gracie Humaitá na semifinal e Sayaka Shioda [en] na final. Tornou-se a primeira campeã mundial faixa preta de BJJ da França e da Europa, além de conquistar o terceiro lugar na categoria absoluto. Em 2008 e 2009, competiu no Campeonato Mundial de Grappling FILA [en] em Fort Lauderdale, vencendo o ouro nas categorias com quimono e sem quimono em ambos os anos. Em 2009, venceu as seletivas europeias do Campeonato Europeu de Submission Wrestling ADCC, terminando em quarto lugar no Campeonato Mundial ADCC em Barcelona, perdendo para Hillary Williams [en] por pontos.
Em 2010, após uma lesão nas costas, Cousin decidiu pausar os treinos e competições. Dois anos depois, em 2012, mudou-se de Paris para Toulouse, no sul da França, onde fundou, com seu marido Erwan Fouillat, a academia Acemat. Em 2013, retornou às competições, conquistando ouro no IBJJF London International Open na divisão peso leve e prata no peso aberto, pela equipe Tropa de Elite. Em 2014, juntou-se à equipe dos irmãos Xande [en] e Saulo Ribeiro, tornando a Acemat a primeira afiliada francesa da equipe. Competindo pela Acemat/Ribeiro Jiu-Jitsu, venceu duplo ouro no London Open International de 2014 (na sua divisão e no peso aberto) e ouro no Campeonato Europeu IBJJF de 2014.
Em 2015, ganhou medalha ouro no IBJJF World Master, bronze no Campeonato Europeu IBJJF e, competindo em Sport Ju-Jitsu, ouro no JJIF Newaza Sem Quimono nos Campeonatos Europeus. Em 2016, participou do Polaris 3 [en] na Inglaterra, conquistou prata no Campeonato Europeu de 2016 e prata no World Master IBJJF de 2016 na sua categoria de peso, além de bronze no peso aberto. Em 2017, participou do Campeonato Europeu Master, conquistando bronze em duas categorias, e no ano seguinte venceu ouro na sua divisão e no peso aberto.
Em 2019, venceu o IBJJF World Master 2 na sua divisão de peso e prata no peso aberto, além de tornar-se bicampeã europeia master. Em 2022, tornou-se campeã francesa de JJIF Newaza pela quarta vez, e, nos Jogos Mundiais de 2022, conquistou bronze no Newaza (−57 kg) e ouro na competição por equipes nacionais representando a França. Em janeiro de 2023, venceu ouro no Campeonato Europeu IBJJF, competindo na divisão pena master 2.

## Resumo competitivo de jiu-jitsu brasileiro
Principais conquistas:
- Campeã Mundial de Jiu-Jitsu IBJJF em 2007
- Campeã da Copa do Mundo CBJJO (2005 marrom)[c]
- Campeã Europeia IBJJF (2014)
- Vencedora das seletivas europeias ADCC (2009)
- Campeã do London International Open IBJJF (2013 / 2014)[h]
- 2x Campeã Mundial de Grappling FILA com quimono (2009, 2008)
- 2x Campeã  Mundial de Grappling FILA sem quimono (2009, 2008)
- 2º lugar no Campeonato Mundial IBJJF (2008)
- 2º lugar no Campeonato Europeu IBJJF (2016)
- 2º lugar no London International Open IBJJF (2013)
- 3º lugar no Campeonato Mundial IBJJF (2015 preta, 2005 marrom, 2003 roxa)[i]
- 4º lugar no Campeonato Mundial de Submission Fighting ADCC (2009)

## Linhagem de instrutores
A linhagem de instrutores de jiu-jitsu de Cousin remonta aos irmãos Gracie, fundadores da arte, até o Grão-Mestre Flavio Behring (faixa vermelha - 9º grau):
Mitsuyo Maeda > Carlos Gracie > Helio Gracie > Flavio Behring > Laurence Cousin